# Grypocentrus apicalis
Grypocentrus apicalis är en stekelart som beskrevs av Thomson 1883. Grypocentrus apicalis ingår i släktet Grypocentrus och familjen brokparasitsteklar. Arten är reproducerande i Sverige. Inga underarter finns listade i Catalogue of Life.